# لوالدي
لوالدي هو فيلم رومانسية ودراما أنتج في عام 2008م. من إخراج وسيناريو درور زاهافي.

## القصة
تقع أحداث الفيلم في طولكرم وتل أبيب. وتدور قصة الفيلم الرئيسية حول الصراع العربي الإسرائيلي والعمليات الانتحارية.

## طاقم التمثيل
- افيتال باسترناك  [لغات أخرى]‏
- Rozina Cambos [الإنجليزية]‏
- هيلي يالون  [لغات أخرى]‏
- يوسف أبو وردة
- جوني عربيد  [لغات أخرى]‏
- خولة حاج دبسي  [لغات أخرى]‏
- شردي جبارين
- اوري كلوزنر  [لغات أخرى]‏
- Michael Moshonov [الإنجليزية]‏
- حاييم البناي  [لغات أخرى]‏
- Shlomo Vishinsky  [لغات أخرى]‏
- Haim Zanati  [لغات أخرى]‏
- Yisrael Aharoni [الإنجليزية]‏

## الإنتاج
موسيقى الفيلم التصويرية كانت من تأليف Misha Segal ‏.

## وصلات خارجية
- لوالدي على موقع IMDb (الإنجليزية)
- لوالدي على موقع ميتاكريتيك (الإنجليزية)
- لوالدي على موقع نتفليكس (الإنجليزية)
- لوالدي على موقع ألو سيني (الفرنسية)
- لوالدي على موقع Turner Classic Movies (الإنجليزية)
- لوالدي على موقع أول موفي (الإنجليزية)
- لوالدي على موقع فيلمافينيتي (الإسبانية)
- لوالدي على موقع قاعدة بيانات الفيلم (الإنجليزية)
- لوالدي على موقع ليتربوكسد (الإنجليزية)
- لوالدي على موقع كينوبويسك (الروسية)